# Alex Price (Schauspieler)
Alex Price ist ein britischer Schauspieler.

## Leben
Alex Price absolvierte seine Schauspielausbildung an der Webber Douglas Academy of Dramatic Art. Diese schloss er 2005 erfolgreich ab. Danach trat er in einigen Theaterstücken auf, dazu zählen Is Everyone OK? (Nabokov Touring Project), Colourings (Old Red Lion), The Duchess of Malfi (National Theatre Studio) und Birdland (Royal Court Theatre). 2007 reiste Alex Price in die USA, um den Film A Horse with No Name zu drehen. Jedoch hatten die Produzenten nur 10.000 US-Dollar zur Verfügung und kein Drehbuch. So wurde der Film letztendlich erst 2010 fertiggestellt. 2008 trat Alex Price in der Fernsehserie Casualty auf.
International bekannt wurde er durch seine Nebenrollen in den britischen Fernsehserien Being Human, Doctor Who und Merlin – Die neuen Abenteuer. In Being Human stellte er den Geist Gilbert dar, der 1985 verstorben ist und sich in Annie verliebt hat. In Doctor Who war er in der Folge Die Vampire von Venedig als Alien-Vampir Francesco zu sehen. Seit 2013 spielt er die Hauptrolle des Sid Carter in der Krimiserie Father Brown – Immer einen Tick voraus. In der britisch-US-amerikanischen Koproduktion Penny Dreadful spielte er 2014 Frankensteins Schöpfung Proteus, dessen Darstellung von Kritikern gelobt wurde. In dem Londoner Theaterstück Harry Potter und das verwunschene Kind spielte Alex Price 2016 den Draco Malfoy.

## Filmografie
- 2006: Internal (Kurzfilm)
- 2008: Casualty (Fernsehserie, Episode 23x10)
- 2009: Mouth to Mouth (Fernsehserie, Episode 1x01–1x06)
- 2009: Being Human (Fernsehserie, Episode 1x03)
- 2009: Merlin – Die neuen Abenteuer (Fernsehserie, Episode 2x02)
- 2010: Doctors (Fernsehserie, Episode 11x216)
- 2010: A Passionate Woman (Fernsehserie, Episode 1x01)
- 2010: A Horse With No Name
- 2010: Doctor Who (Fernsehserie, Episode 5x06)
- 2010: Terry Pratchett – Ab die Post (Terry Pratchett's Going Postal, Fernsehfilm)
- 2010: Lewis – Der Oxford Krimi (Lewis, Fernsehserie, Episode 4x04)
- 2011: Eric & Ernie (Fernsehfilm)
- 2011: Jane Seeing Mark (Kurzfilm)
- 2012: Above Suspicion: Silent Scream (Fernsehserie, Episode 1x01-1x03)
- 2012: Vera – Ein ganz spezieller Fall (Vera, Fernsehserie, Episode 2x04)
- 2012: Storage 24
- 2013: Love Matters (Fernsehserie, Episode 1x04)
- 2013: Southcliffe (Fernsehserie, Episode 1x04)
- seit 2013: Father Brown (Father Brown, Fernsehserie, 46 Folgen)
- 2014–2015: Penny Dreadful (Fernsehserie, Episode 1x01–1x02, 2x09–2x10)
- 2016: Beowulf (Fernsehserie, Episode 1x01–1x03)
- 2016: Doctor Thorne (Fernsehserie, Episode 1x01–1x03)
- 2018: Gerichtsmediziner Dr. Leo Dalton (Silent Witness, Fernsehserie, Episode 21x09–29x10)
- 2021: Grace (Fernsehserie, Episode 1x02)

## Theater
| Jahr       | Titel                                  | Rolle        | Theater                | Ort                                |
| ---------- | -------------------------------------- | ------------ | ---------------------- | ---------------------------------- |
| 2008       | Colourings                             | Mark         | Old Red Lion Theatre   | London, Vereinigtes Königreich     |
| 2010       | Bingo                                  | Son          | Minerva Studio         | Chichester, Vereinigtes Königreich |
| 2011       | Beautiful Thing                        | Tony         | Royal Exchange Theatre | Manchester, Vereinigtes Königreich |
| 2011       | Electra                                | Orestes      | Gate Theatre           | London, Vereinigtes Königreich     |
| 2012       | Bingo                                  | Son          | Young Vic              | London, Vereinigtes Königreich     |
| 2013       | Before The Party                       | David        | Almeida Theatre        | London, Vereinigtes Königreich     |
| 2014       | Birdland                               | Johnny       | Royal Court Theatre    | London, Vereinigtes Königreich     |
| 2016, 2017 | Harry Potter und das verwunschene Kind | Draco Malfoy | Palace Theatre         | London, Vereinigtes Königreich     |